# Petalacte coronata
Petalacte coronata là một loài thực vật có hoa trong họ Cúc. Loài này được (L.) D.Don miêu tả khoa học đầu tiên năm 1826.